# Ain't My Bitch
«Ain't My Bitch» (укр. Не моя сука) — пісня американського метал-гурту Metallica з їхнього шостого альбому Load. Вона є відкриваючою піснею альбому і була випущена як промо-сингл у Мексиці. Вона досягла 15 місця в чарті Billboard Mainstream Rock.
«Ain't My Bitch» привернула увагу ЗМІ та стала відомою завдяки своїй назві. Щоб уникнути судового позову Гетфілд пояснив, що слово "сука" в пісні не стосується жінки, а виступає метафорою проблеми. Завдяки такій інтерпретації він уникнув будь-яких юридичних проблем.
Кірк Гемметт використав слайд для гітарного соло, вперше для Metallica і один з багатьох музичних відступів, знайдених на Load. Після виходу альбому в червні 1996 року пісня швидко стала основною піснею в концертному сеті гурту, її регулярно виконували під час світового турне Poor Touring Me. Востаннє пісня була зіграна у 1998 році і станом на 2019 рік досі не була включена в сет-лист гурту.
Демо-запис пісні називався просто «Bitch» і був записаний 6 квітня 1995 року.

## Сингл
| #  | Назва            | Тривалість |
| -- | ---------------- | ---------- |
| 1. | «Ain't My Bitch» | 5:04       |

## Склад
- Джеймс Гетфілд — вокал, ритм-гітара
- Кірк Гемметт — соло-гітара
- Ларс Ульріх — ударна установка
- Джейсон Ньюстед — бас-гітара